# Anosia candidata
Anosia candidata är en fjärilsart som beskrevs av Hayward 1922. Anosia candidata ingår i släktet Anosia och familjen praktfjärilar. Inga underarter finns listade i Catalogue of Life.